# Robert Olen Butler
Pour les articles homonymes, voir Butler.
Cet article possède un paronyme, voir Robert Butler.
Œuvres principales
- Un doux parfum d'exil

Robert Olen Butler, né le 20 janvier 1945 à Granite City dans l'Illinois, est un écrivain américain. Son premier recueil de nouvelles Un doux parfum d'exil (1992) obtient le prix Pulitzer de la fiction en 1993.

## Ouvrages en français
- Un doux parfum d'exil (A Good Scent from a Strange Mountain), Rivages (1992)  (ISBN 2-8693-0804-3)
- Étrange murmure, Rivages (1995)  (ISBN 2-8693-0954-6)
- La Fille d’Hô Chi Minh-Ville, Rivages (1999)  (ISBN 2-7436-0495-6)
- La Nuit close de Saigon, Rivages (2000)  (ISBN 2-7436-0608-8)
- L’Extraterrestre de mon cœur, Rivages (2001)  (ISBN 2-7436-0743-2)
- Mr Spaceman, Rivages (2003)  (ISBN 2-7436-1163-4)
- Mots de tête, Rivages (2005)  (ISBN 2-7436-1392-0)
- Tabloid dreams, Rivages (2005)  (ISBN 2-7436-1402-1)
- Meilleur souvenir, Rivages (2007)  (ISBN 978-2-7436-1644-1)
- Sur la rive du fleuve des parfums, Actes Sud (2018)  (ISBN 978-2-3300-9259-7)